# Silvana Tirinzoni
Silvana Tirinzoni (Dielsdorf, 25 juni 1979) is een Zwitsers curlingspeelster.

## Carrière
Tirinzoni won in 1999 goud tijdens het wereldkampioenschap junioren in het Zweedse Östersund. In 2006 wist ze als skip van haar team zich te kwalificeren voor het wereldkampioenschap curling. Ze keerde in 2007 terug met het team voor het wereldkampioenschap en voegde Mirjam Ott toe aan de opstelling. Het team eindigde op de vijfde plek.
Tirinzoni nam vanaf 2014 enkele jaren niet deel aan internationale kampioenschappen vanwege sterke competitie met Alina Pätz en Binia Feltscher. Ze mocht Zwitserland vertegenwoordigen tijdens de Olympische Winterspelen van 2018, waar ze op de achtste plek eindigde.
In 2018 ging Tirinzoni samenwerken met Pätz, die als vierde in haar team kwam. Met dit team won ze een zilveren medaille op het Europees kampioenschap in 2018. Op het wereldkampioenschap van 2019 wist het team goud te behalen, door in de finale af te rekenen met Zweden. Nadat het WK 2020 werd afgelast vanwege de COVID-19-pandemie, wist het team van Tirinzoni met succes diens wereldtitel te verdedigen op het wereldkampioenschap van 2021, en wederom op het WK van 2022. Dat jaar werd ze ook wederom vice-Europees kampioen. In 2023 behaalde Tirinzoni een vierde opeenvolgende wereldtitel. Later dat jaar werd ze voor het eerst Europees kampioen. In 2024 werd zilver behaald op het WK, en verdedigde ze met succes haar Europese titel. Ook in 2025 werd ze vice-wereldkampioen.

## Palmares
Wereldkampioenschappen
- 2019:  Silkeborg, Denemarken
- 2021:  Calgary, Canada
- 2022:  Prince George, Canada
- 2023:  Sandviken, Zweden
- 2024:  Sydney, Canada
- 2025:  Uijeongbu, Zuid-Korea

Europese kampioenschappen
- 2023:  Aberdeen, Schotland
- 2024:  Lohja, Finland
- 2018:  Tallinn, Estland
- 2022:  Östersund, Zweden
- 2019:  Helsingborg, Zweden

Europese kampioenschappen gemengd
- 2014:  Tårnby, Denemarken